# Gustavo Menna
Alberto Gustavo Menna (Coronel Pringles, 1 de noviembre de 1965) es un abogado y político argentino, perteneciente a la UCR, que se desempeñó como diputado de la Nación Argentina en representación de la provincia del Chubut. Previamente ocupó cargos a nivel municipal en dicha provincia (en las localidades de Rawson y Comodoro Rivadavia) entre las décadas de 1990 y 2000. Fue diputado provincial del Chubut entre 1995 y 1999, y convencional constituyente de la ciudad de Rawson en 1994.
Menna nació en la localidad de Coronel Pringles, provincia de Buenos Aires. Estudió abogacía en la Universidad de Buenos Aires, donde se recibió en 1990. Radicado en Rawson, Chubut, fue Subsecretario de Gobierno y Justicia durante la gobernación de Carlos Maestro, entre 1991 y 1993. También fue Secretario de Gobierno y Coordinación de Gabinete en Comodoro Rivadavia, entre 1999 y 2003. Como dirigente de la Unión Cívica Radical, Menna ocupó varios puestos partidarios a nivel provincial.

#### Diputado Nacional (2017-2021)
En las elecciones legislativas de 2017, Menna encabezó la lista de diputados de la alianza Cambiemos, compuesta por el radicalismo y el PRO. Se ubicó en el segundo puesto con el 31,16% de los votos, solo por debajo del 33,23% de la lista del partido provincial gobernante, Chubut Somos Todos, que encabezababa Mariano Arcioni (más tarde gobernador), y resultó electo diputado, convirtiéndose en el primer radical en ocupar una banca en la Cámara de Diputados en representación de Chubut en diez años.

#### Candidato a gobernador de 2019
Dos años más tarde hizo su presentación como candidato a la gobernación del Chubut por la coalición Cambiemos, oficialista a nivel nacional, en las elecciones provinciales de 2019. En gran medida afectado por la mala situación económica del país en los últimos meses de la presidencia de Mauricio Macri, Menna resultó en tercer lugar y se ubicó en tercer puesto detrás del gobernador Mariano Arcioni y del justicialista Carlos Linares. Consiguió el 14,48% de los votos en las primarias obligatorias del 7 de abril y el 15,48% en las elecciones generales del 9 de junio.

#### Vicegobernador de Chubut (2023-actualidad)
El 30 de julio de 2023 fue electo vicegobernador de Chubut cómo compañero de fórmula de Ignacio Torres en las elecciones provincial de 2023.